# Eupsophus vertebralis
Az Eupsophus vertebralis a kétéltűek (Amphibia) osztályának békák (Anura) rendjébe és az Alsodidae családba, azon belül az Eupsophus nembe tartozó faj.

## Előfordulása
Az Eupsophus vertebralis Chilében a Los Lagos régióban, tovább Argentínában a Río Negro tartományban honos, 50–1000 m-es tengerszint feletti magasságban.

## Természetvédelmi helyzete
A vörös lista a nem fenyegetett fajok között tartja nyilván. Populációja erősen fragmentált. A faj számára a mezőgazdaság és a fakitermelés jelent veszélyt. Elterjedési területe több védett körzetre is esik. 